# Audi 80 B4
Audi 80 B4 (Тип 8C) — це четверте покоління Audi 80, яке виготовлялось з 1991 по 1995 роки і прийшло на заміну Audi 80 B3.
Всього виготовили 1,090,690 автомобілів, в тому числі седанів: 908,255 та Avant: 182,435.

## Історія

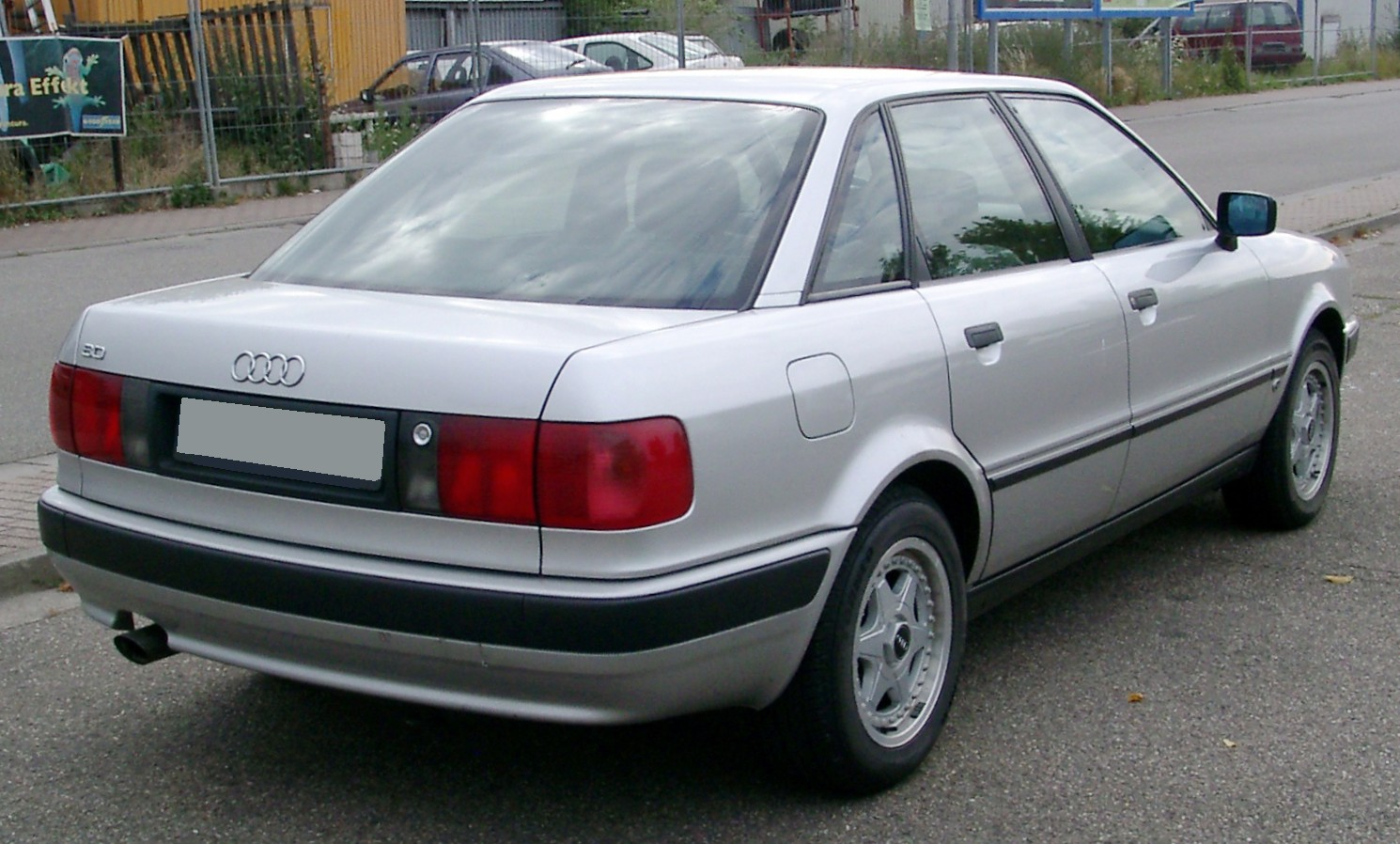
Audi 80 B4

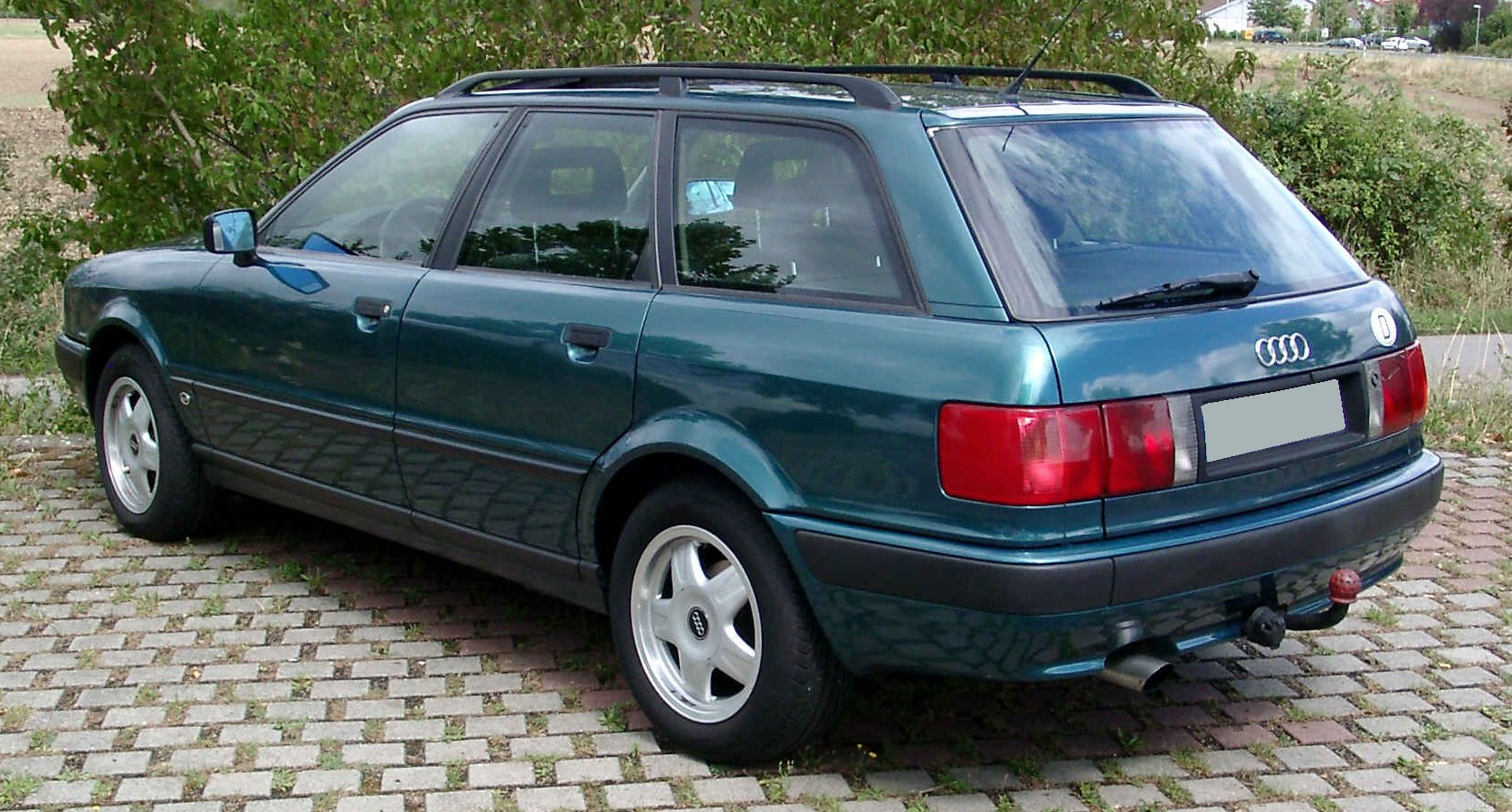
Audi 80 B4 Avant

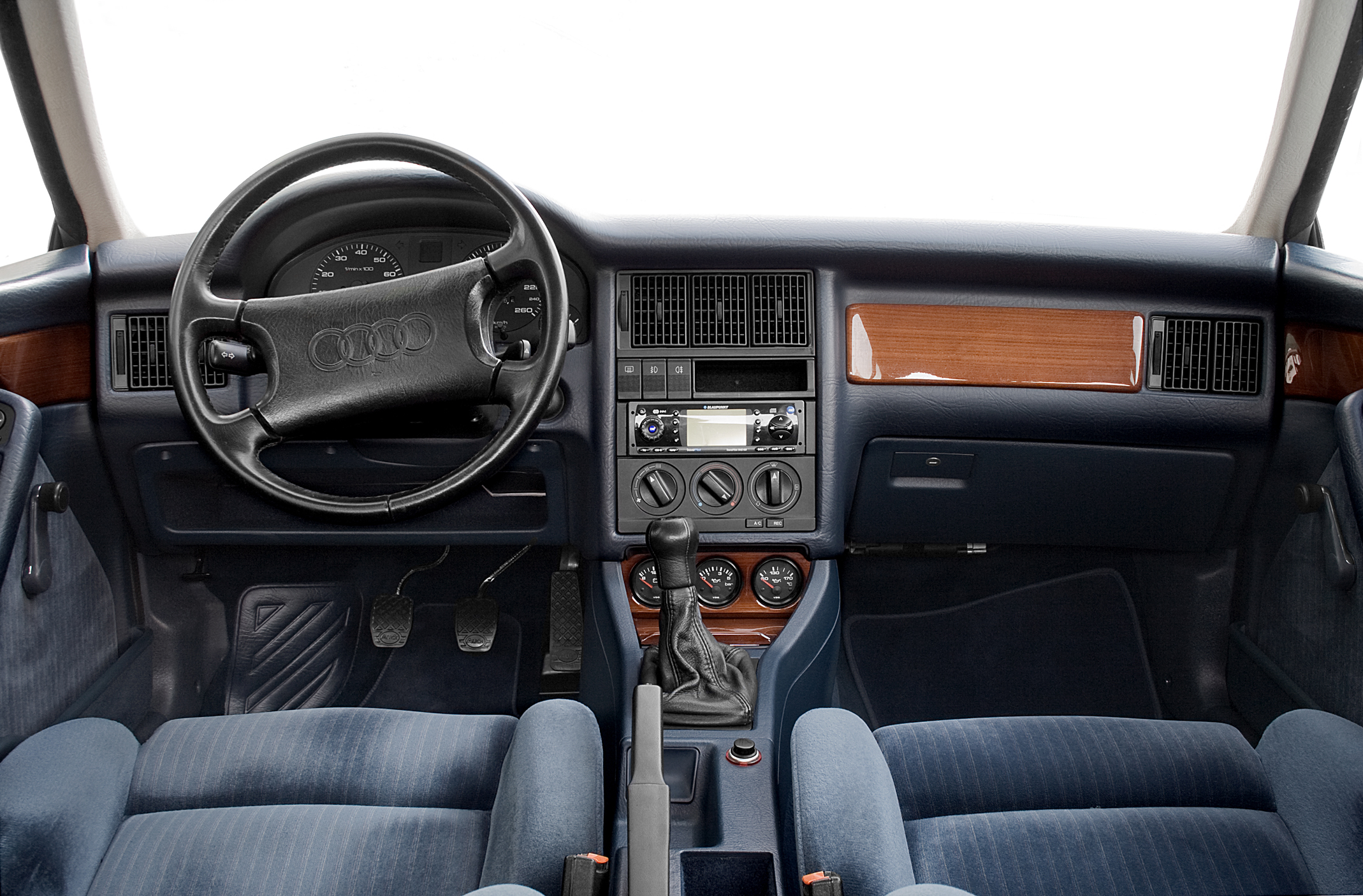

В 1991 році була проведена велика модернізація B3, результатом цього стала поява платформи B4 (абоTyp8C). Серед деяких змін можна відзначити наступні (у порівнянні з Audi 80 B3 Typ 89): 
- Опціонально стали доступні подушки безпеки (з 1994 модельного року подушка безпеки у водія стала доступна в базовій комплектації, а опціонально пропонувалася подушка для переднього пасажира);
- Змінено бампера і фари, крім того, купе, кабріолет і RS2 отримали бампера і фари відмінні від Audi 80
- Змінено кришка капота, в який тепер була об'єднана з радіаторною решіткою, більш опуклі колісні дуги, більш довгий багажник і нова форма заду кузова;
- Трохи збільшена колісна база;
- Тепер автомобіль комплектувався 15-дюймовими колесами (195/65/15), у той час як з Audi 80 B3 Typ 89 йшли 14-дюймові колеса;
- За новим сконструйований задній міст, і бензобак, щоб отримати можливість використовувати відкидні сидіння. Задня підвіска передньопривідних модифікацій спростилася — з неї прибрали Панар-штангу, а незалежна задня підвіска всіх повнопривідних Audi 80 і S2 стала багатоважільною;
- Змінено форму багажника, який, свого часу, часто критикувався у Typ 89;
- Змінений клімат-контроль;
- Відкидні спинки задніх сидінь (хоча існують і екземпляри з нерухомими спинками);
- Покращена звукоізоляція;
- Високоякісніші матеріали, використовувані в обробці салону (оббивка сидінь і панелі).

B4 також відзначився початком руху Audi в сегмент середньорозмірних автомобілів підвищеної комфортності, в якому до цього панували Mercedes-Benz та BMW. На європейському, зокрема німецькому, ринку B4 і її варіанти були дуже успішні й популярні.
У Європі ім'я '90' було скасовано і всі седани випускалися під маркою Audi 80, незалежно від того, яким двигуном вони оснащувалися. В Америці Audi пішла в протилежному напрямку, і всі седани продавалися як Audi 90. B4 на американському ринку зазвичай поставлявся в багатшій комплектації, ніж стандартна версія: коробка-автомат, круїз-контроль, кондиціонер та шкіряні сидіння, в Європі все це поставлялося лише опціонально.
Моделі з 6-циліндровим двигуном V6 відрізнялися від інших автомобілів сімейства, тим, що передні поворотники були вбудовані в передній бампер. Крім того, в купе, кабріолеті і RS2 в передній бампер була вбудована ще одна пара галогенових ламп, а корпус зовнішнього дзеркала заднього виду та дверні ручки були пофарбовані в колір автомобіля. Моделі з двигуном V6 і системою quattro можна розпізнати за подвійною вихлопною трубою. Модель TDI також має подвійну вихлопну трубу, яка зігнута вниз для кращого відведення сажі. Моделі B4 quattro мали колісну базу коротшу на 1 см, по відношенню до решти моделей цього покоління, внаслідок чого, задні колеса знаходилися трохи ближче до центру кузова, ніж у передньопривідного варіанту. Також у моделей quattro, в порівнянні з передньопривідним варіантом, трохи ширший задній міст. Задні ліхтарі у Audi 80 B4 Avant були аналогічні тим, що використовувалися в Audi 80 B3 Typ 89.
Через інструкцій Міністерства транспорту США щодо передніх фар і безпеки конструкції при аварії, передня частина B4 автомобілів, що продавалися на північноамериканському ринку була спеціально модифікована. Передній бампер був модернізований, щоб пристосувати амортизатори зіткнення, які не були потрібні у Європі; в результаті цього північноамериканський варіант B4, на відміну від європейських V6 моделей, не мав подвійних H1/H4 передніх фар, поворотники (які, на відміну від Європи, були помаранчевими ) були розміщені поруч з передніми фарами, але не в бампері, а протитуманні фари були зроблені менше і опущені в кути повітрозабірника бампера.
На європейському ринку тепер був доступний вибір між 4-циліндровими двигунами, добре знайомим I5 і двома V6 двигунами (об'ємом 2,6 і 2,8 л.); двигун 2,8 V6 був доступний тільки для автомобілів, що продаються в Північній Америці. Також Audi представила новий високомоментний дизельний двигун з турбонадувом і безпосереднім впорскуванням — 1,9 л. TDI 90 к.с. Стандартний бензиновий двигун об'ємом 1,8 л. був знятий з виробництва, а 2-х літровий 4-циліндровий бензиновий двигун, потужністю 90 к.с., різновид раніше відомого 113-сильного двигуна 2.0E, тепер був доступний для базової моделі.
З 1994 модельного року в Європі випускається нова модель. Вона відрізняється від стандартної B4 багатшою комплектацією: зовнішні дзеркала заднього виду з електроприводом, литі алюмінієві диски (Speedline-10-Speichen-Design 205/60 R15 V), кондиціонер, подушка безпеки у водія, підголовники і ін
Всі бензинові версії могли бути замовлені з постійним повним приводом quattro; в той же час, однак, вони могли бути укомплектовані тільки 5-ступінчастою механічною коробкою передач. Крім того, Audi виготовила близько 2500 екземплярів Quattro Competition для німецького та європейського ринків. Це була вулична гомологізація гоночного автомобіля Super Tourenwagen Cup (STW), побудованого на платформі B4 і мала кузов типу седан, повний привід і модифікований 16-клапанний двигун об'ємом 2,0 л. і потужністю 140 к.с. Зовні Quattro Competition має такі ж бампера, як і Audi S2, і заднє антикрило, встановлене на багажнику. Разом м Audi S2 і Audi RS2, Quattro Competition стала все більш рідкісним і дуже популярним колекційним екземпляром.
Разом з седаном, Audi виробляла, на базі платформи B4, універсали Audi 80 Avant (з 1992 року) і кабріолети Audi Cabriolet, який більшою мірою був заснований на базі Audi Coupé, це означало, що Audi тепер пропонувала європейським покупцям седан, купе, кабріолет і універсал на базі Audi 80. Для північноамериканського ринку, проте, Audi продавала купе тільки протягом 1990 і 1991 модельних років, а універсал офіційно ніколи не продавався. Кабріолет спочатку був доступний з двигуном об'ємом 2,3 л I5., Пізніше з'явився I4 2,0 л., А ще пізніше V6 2,6 л.
Седан B4 був знятий з виробництва в кінці 1994 модельного року (у Північній Америці продажі тривали також у 1995 році). Avant і купе були зняті в 1995/1996. Кабріолет ж продовжували виробляти до 2000 року. В 1998 модельному році автомобіль піддався невеликий, ледве помітною, модернізації в європейській версії: невеликий редизайн бамперів і дошки приладів, проєкційні лінзи (((lang-en | projection lens))) передніх фар, а також стало доступно більше опцій . На додаток до цього редизайну, для європейського ринку була представлена спеціальна версія, під ім'ямSunline. Крім усього іншого, цей автомобіль був обладнаний кондиціонером, шкіряним оздобленням салону, 16-дюймовими литими дисками, рульовим колесом обробленим шкірою.
Купе і кабріолет були вдало замінені першим поколінням Audi TT з кузовом купе і родстер, що продаються між 1998 та 2006 ами. В 1996 модельному році седан на платформа B4 був замінений Audi A4, а пізніше, в цьому ж році, вийшла і нова Audi A4 Avant. Середньорозмірний кабріолет не був доступний до 2002 року, коли був представлений Audi A4 Cabriolet. У 2008 році Audi представила свій нове середньорозмірне купе, яке відоме як Audi A5.

### Варіанти кузова
Це покоління Audi 80 пропонувалося як 2-дверний кабріолет, 2-дверне купе, 4-дверний седан, а також як 5-дверний універсал (Audi 80 Avant).

### Модифікації
- Audi 80 80 2.3 E Quattro Седан 1991
- Audi 80 80 2.6 E Quattro Седан 1992
- Audi 80 Avant 1.9 TD Універсал 1994
- Audi 80 Avant 1.9 TDI Універсал 1992
- Audi 80 Avant 1.9 TDI auto Універсал 1992
- Audi 80 Avant 1.6 E 101pk Універсал 1992
- Audi 80 Avant 2.0 E 115pk Універсал 1992
- Audi 80 Avant 2.0 E 115pk auto Універсал 1992
- Audi 80 Avant 2.0 E 90pk Універсал 1992
- Audi 80 Avant 2.0 E 90pk auto Універсал 1992
- Audi 80 Avant 2.3 E Універсал 1992
- Audi 80 Avant 2.6 E Універсал 1992
- Audi 80 Avant 2.6 E auto Універсал 1992
- Audi 80 Avant 2.6 E Quattro Універсал 1992
- Audi 80 Avant 2.8 E Універсал 1993
- Audi 80 Avant 2.8 E auto Універсал 1993
- Audi 80 Avant 2.8 E Quattro Універсал 1993

### Audi RS2 Avant

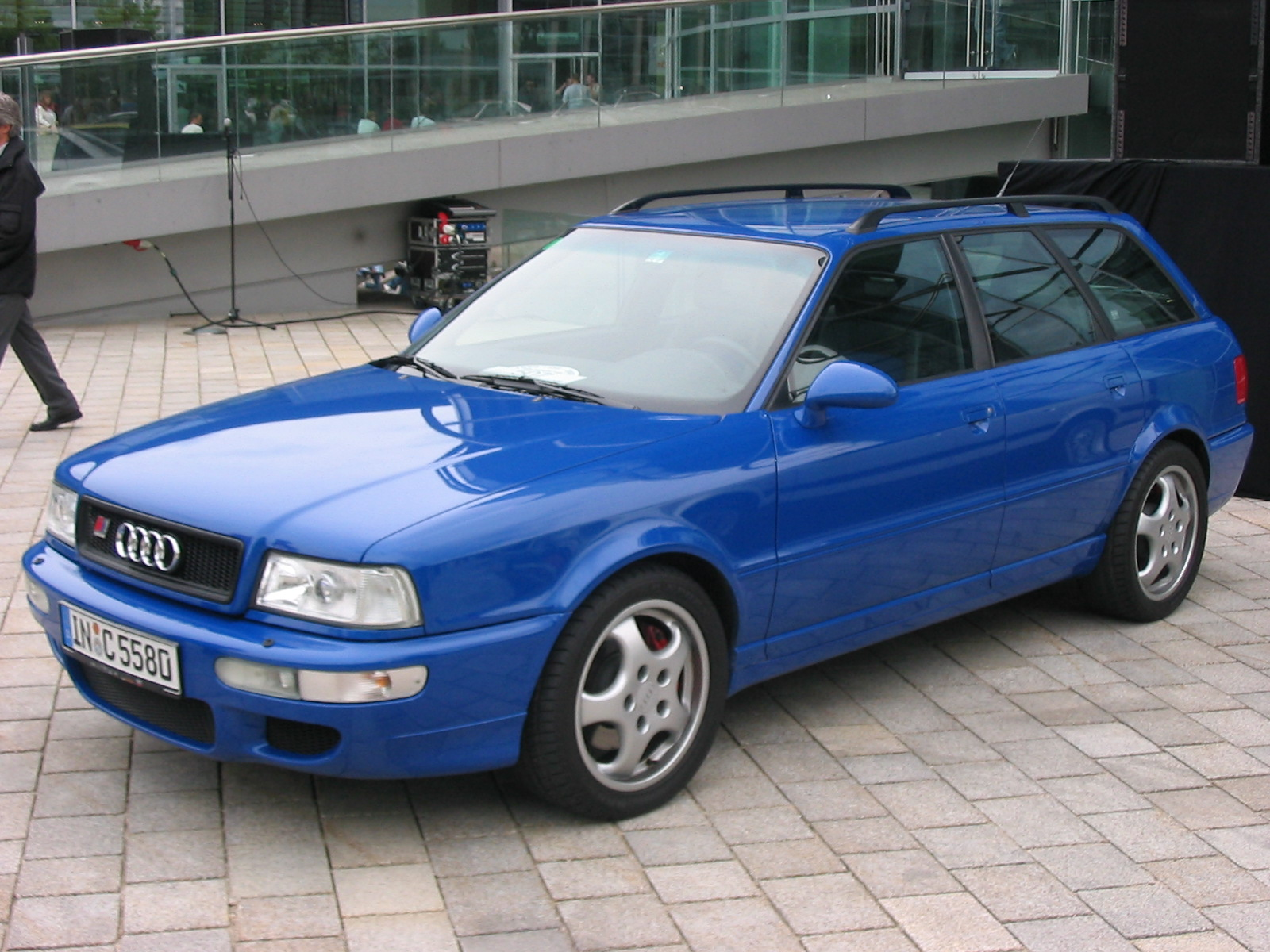
Audi RS2

Audi RS2 Avant — оснащувалася двигуном подібним до того, що встановлювався в Audi S2 — 2,2 л., турбонаддув, але потужністю 315 к.с. Розгін до 100 км/год за 4,8 секунд відбувався, а максимальна швидкість становила 262 км/год, в автомобілі використовувалася 6-ступінчаста КПП. Audi RS2 Avant були доступні, в основному, в кузові універсал, хоча 4-дверні седани також були офіційно вироблені, включаючи один для керівника програми розробки RS2. Audi RS2 був, по меншеій мірі, частково зібраний на заводі Porsche — Rossle-Bau в Зюффенхаузене (англ. Zuffenhausen). До виробництва RS2, складальна лінія Porsche в Зюффенхаузені була зайнята виробництвом кузова Mercedes-Benz 500E. Зв'язок RS2-Porsche можна проілюструвати подвійний схемою гальмівної системи Porsche в RS2, литими дисками 7Jx17, дизайн яких ідентичний дизайну коліс Porsche 911 Turbo і бічні дзеркала, також запозичені у Porsche 911 Turbo. Крім того, слово «PORSCHE» було написано на заводській емблемі, прикріпленою до багажника і передньої радіаторних ґратах, а також на впускному колекторі двигуна. Porsche додала в RS2 потужніші гальма, великі стабілізатори поперечної стійкості до переду і заду, справила невеликий тюнінг інтер'єру, в результаті чого з'явився Суперспортивний універсал. Участь Porsche у проекті відбувалося при повному розумінні того, що модель з кузовом купе не проводитиметься, оскільки це було дуже близько до своєї продукції Porsche.
В 1996 у автомобіль був знятий з виробництва.

## Галерея

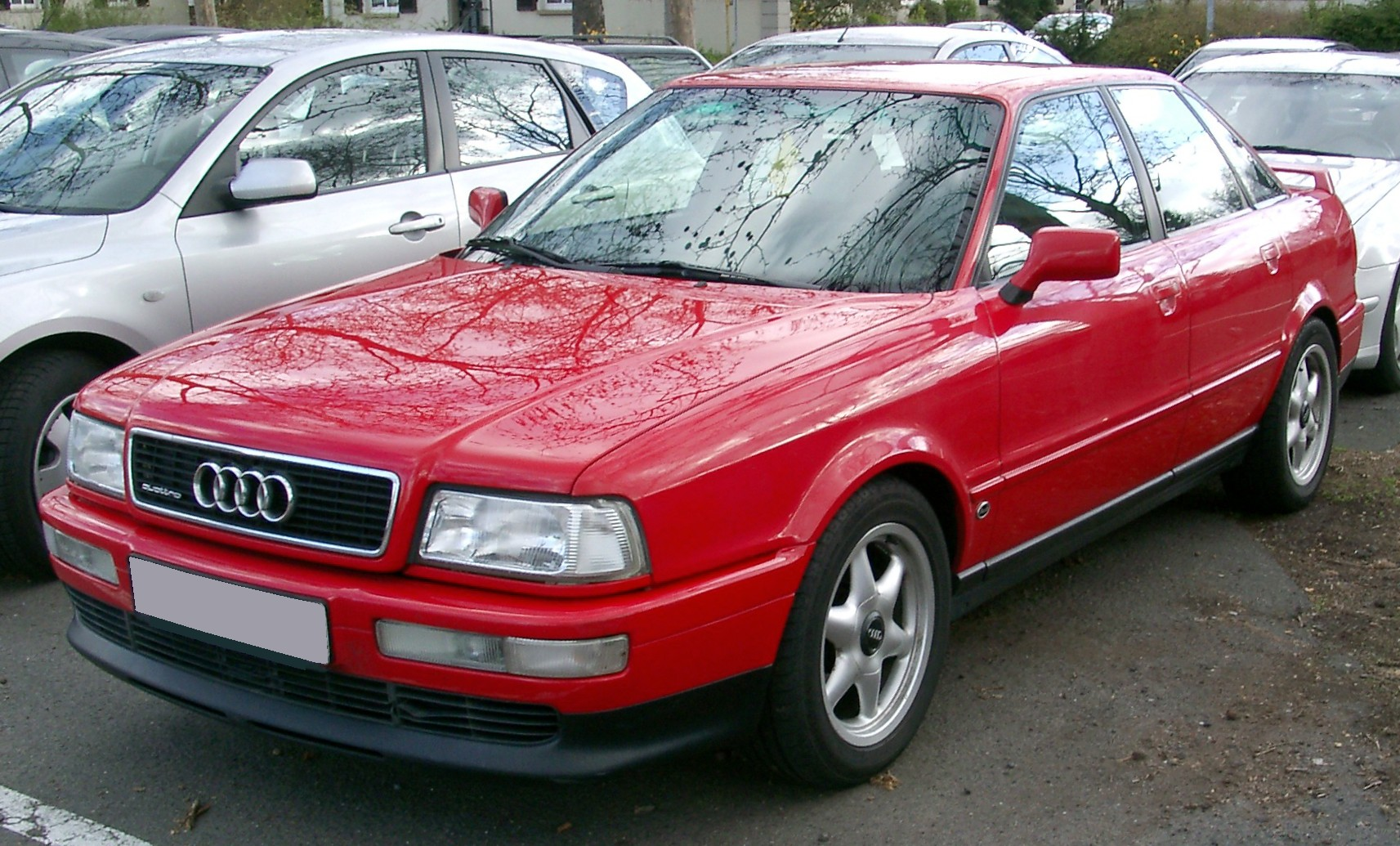
Audi 80 B4 quattro
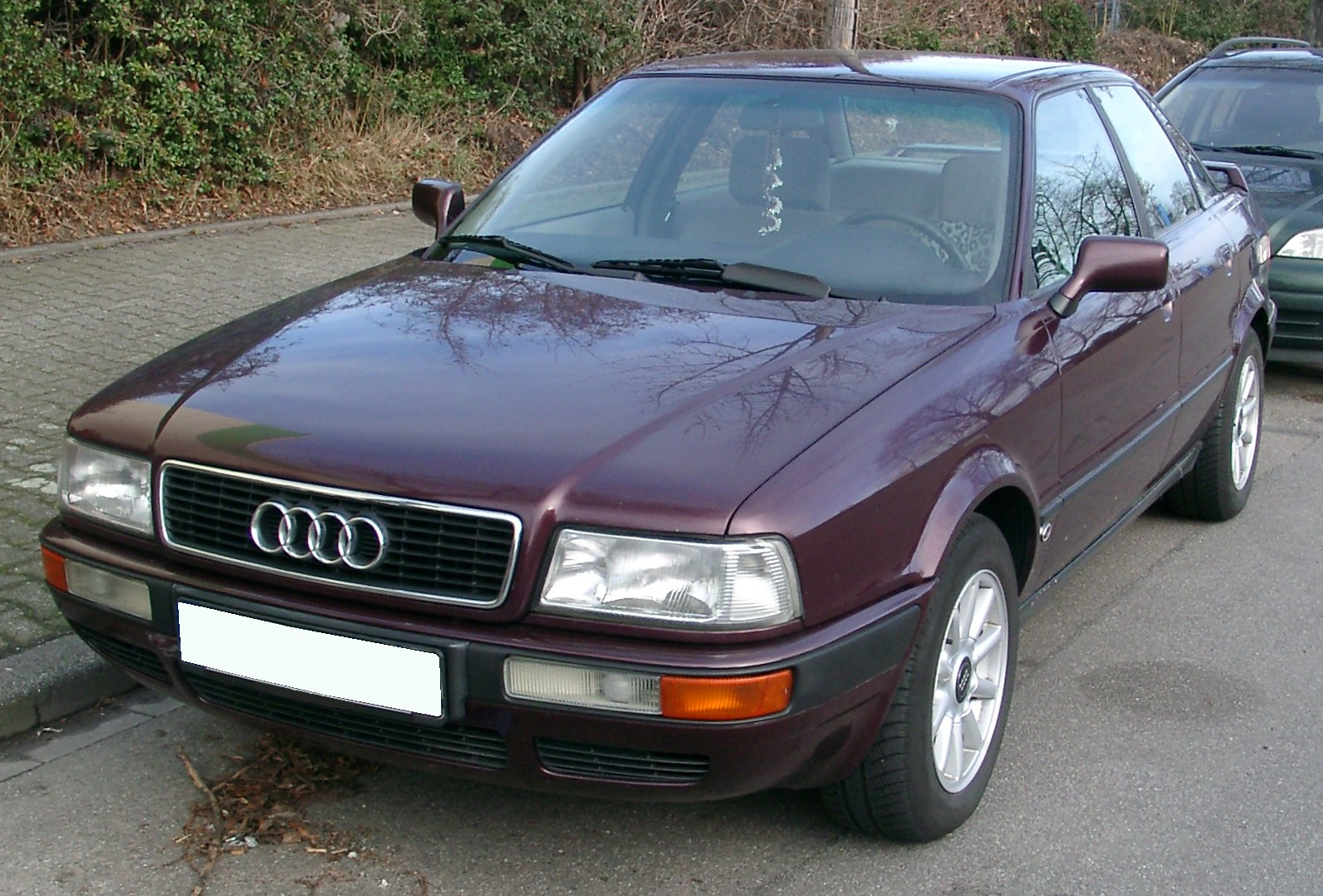
Audi 80 B4 V6, 1992
Audi 90 Cabrio (Північноамериканський примірник)
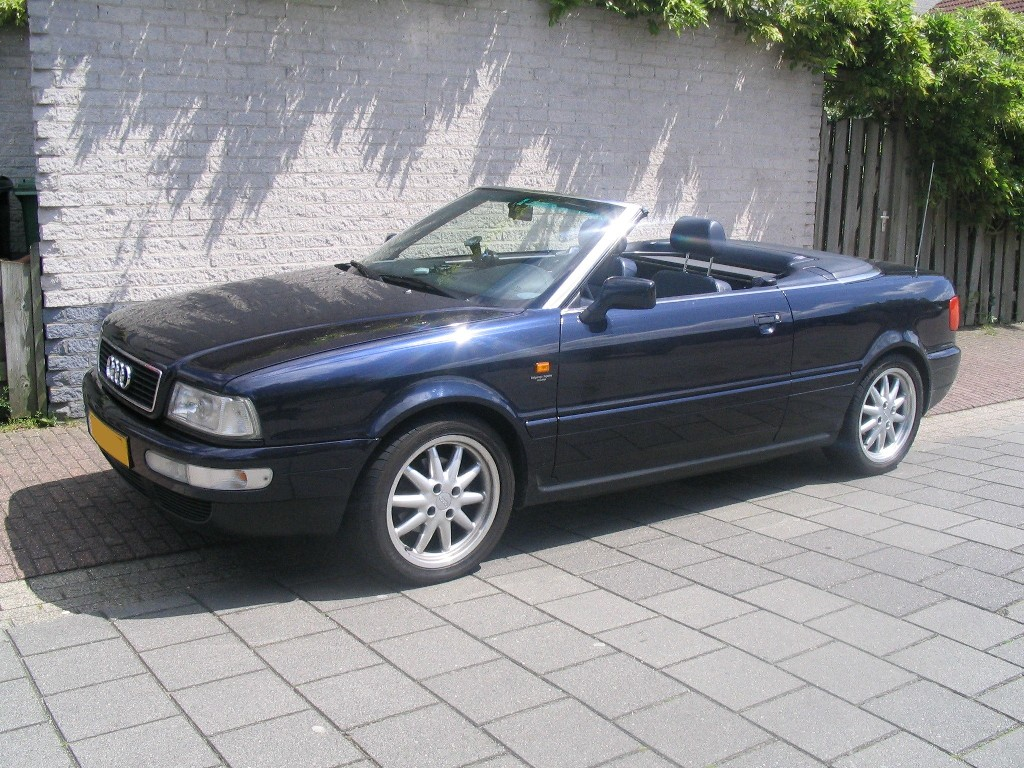
Audi Cabriolet (Європейська модель), 1994
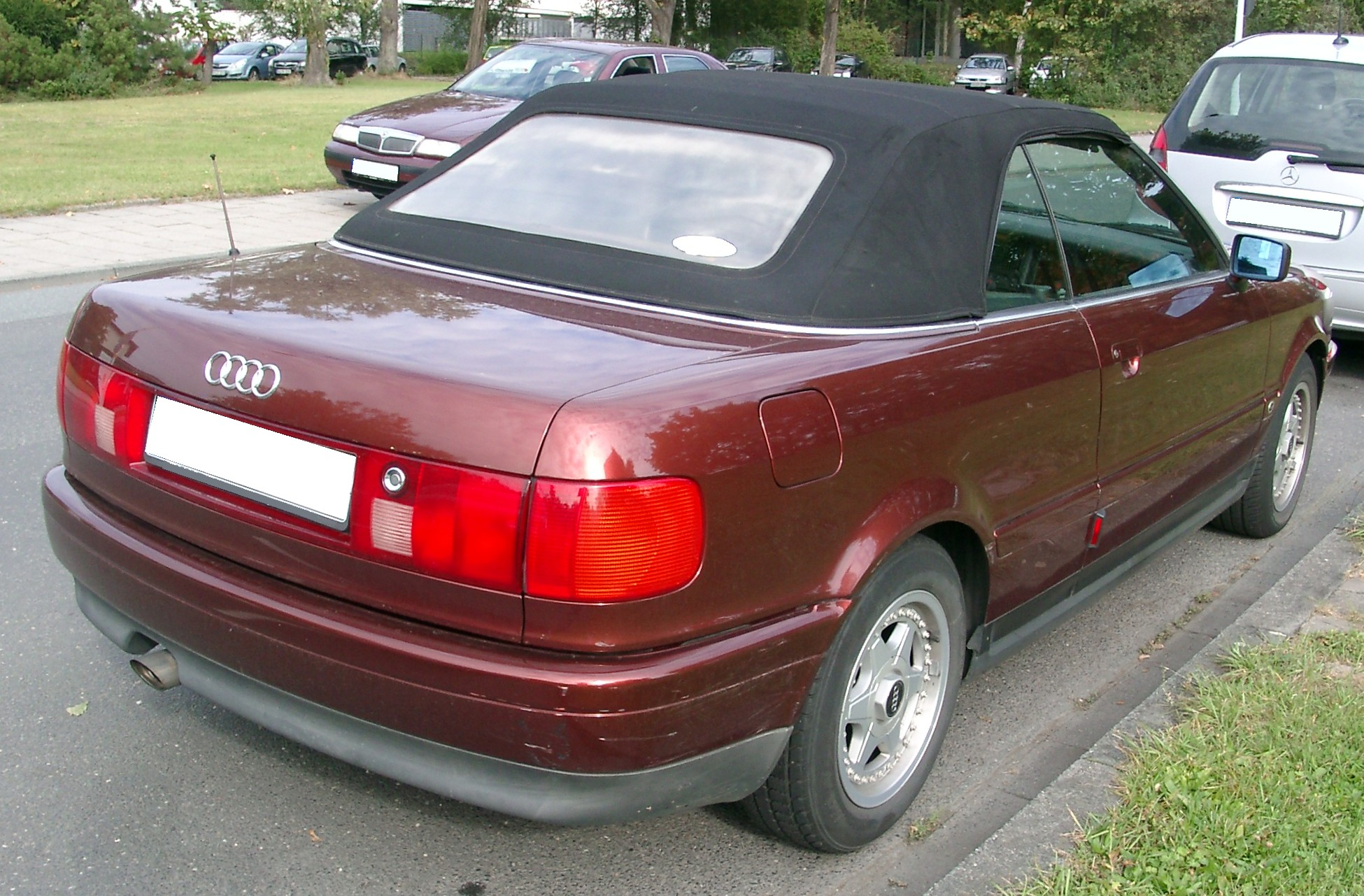
Audi 80 B4 Cabrio, вид ззаду
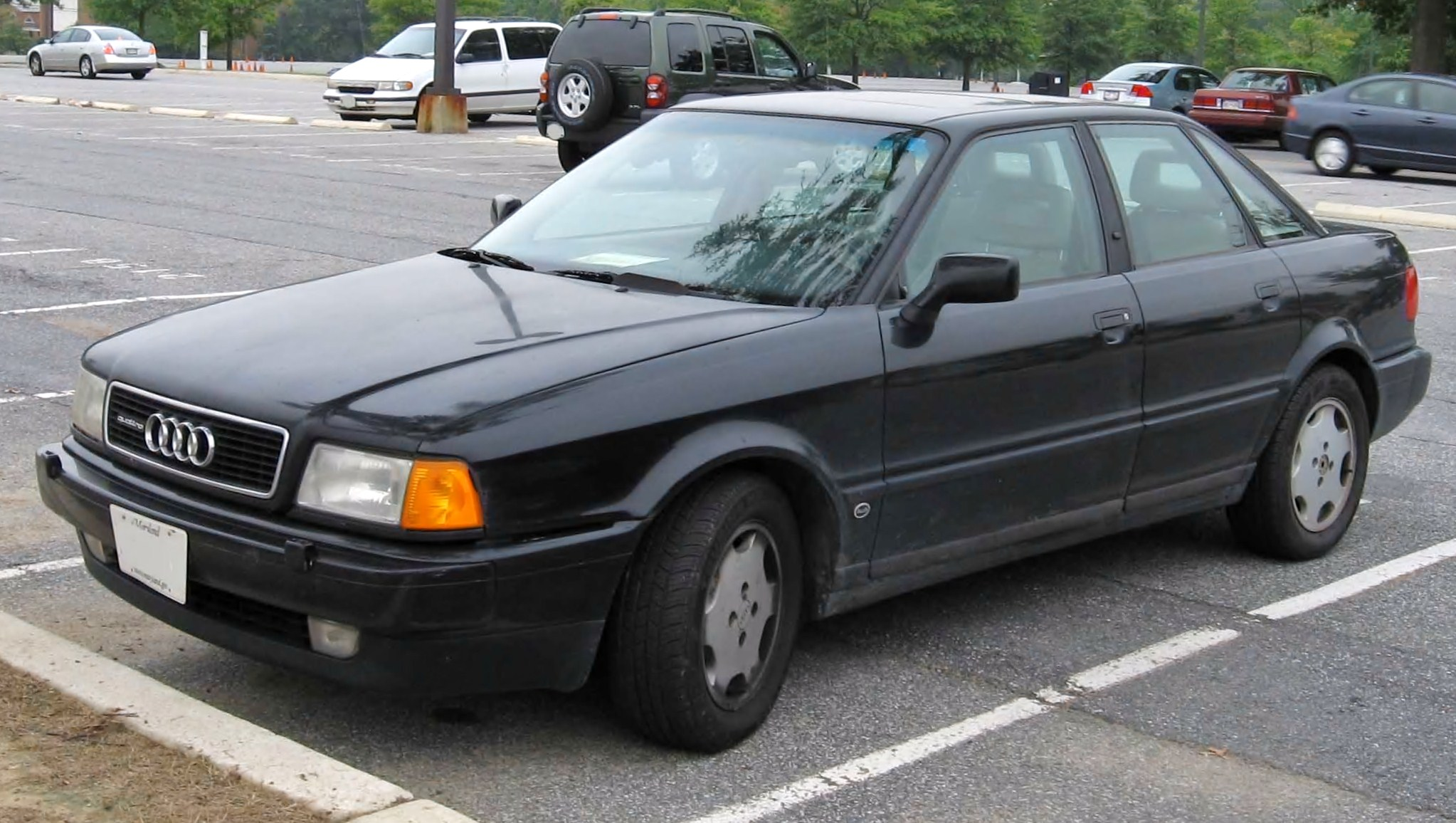
Audi 90 (Північна Америка)